# Municipio de Tequisquiapan
El municipio de Tequisquiapan es uno de los 18 municipios que conforman el estado de Querétaro, en México. Tequis. es la versión corta del nombre y es muy común escucharla entre locales y turistas.
Es un pueblo mágico del estado, conocido y visitado por sus viñedos y atracciones turísticas reconocidas a nivel internacional.
El término "Tequisquiapan" proviene del náhuatl Tequixquitl (‘tequesquite’), atl (‘agua’), y apan (‘lugar’); ‘lugar sobre aguas de tequesquite’.
Tequisquiapan forma parte de la Zona metropolitana de San Juan del Río cuya población asciende a 370 005 habitantes.

## Tequis municipio

### Prehistoria
La zona actualmente comprendida como municipio de Tequisquiapan, estuvo habitada desde la antigüedad por hombres primitivos cuyas características físicas y culturales se asemejan a la de los primeros pobladores de América que entraron por el Estrecho de Bering de acuerdo a la teoría del poblamiento tardío en controversia con la teoría del poblamiento temprano. Según estudios realizados a los restos de huesos humanos y utensilios encontrados en una cueva del "cerro de la bolita" en la comunidad de San Nicolás, al sur de Tequisquiapan.

### Historia
Anterior a la llegada de los conquistadores españoles al continente americano, el actual territorio de Tequisquiapan se encontraba habitado por comunidades de pobladores autóctonos otomíes o hñahñúes, asentados entre los años 600 a 900 de nuestra era. Estos pobladores practicaban la agricultura principalmente el cultivo de maíz, igualmente aprovechaban para su alimentación la vegetación de la región rica en variedades diversas de cactáceas como el nopal y agaves como el maguey del cual se extrae el pulque, bebida alcohólica obtenida por fermentación. Con la fibra de la penca de maguey elaboraron redes y canastos.

### El escudo
En 1989 se eligió, mediante un certamen, en el marco de la Feria Nacional del Queso y el Vino, el escudo para identificar al Municipio de Tequisquiapan.
A continuación se describen los elementos que simbolizan el contenido del escudo:

### El sol
Simboliza la vida.

### El cuerno de la abundancia
Tejido con vara de manera artesanal, significa el tipo de trabajo que realiza gran parte de las familias de artesanos del pueblo y representa el principal sustento.

### La uva
Desde hace ya muchos años se conservan hermosos viñedos gracias a las condiciones naturales de la tierra y el clima ideal para este cultivo.

### El río
Es una fuente de vida, debido a la gran vegetación y los grandes árboles que enmarcan el cauce. Aparece un puente de cantera, al fondo, que simboliza la tradición y cultura de los tequisquiapenses.

### Parroquia de Santa María de la Asunción
Herencia ancestral que nos dejaron los misioneros españoles en el siglo XVI y representa la fuerza moral que sustenta la vida cotidiana de la mayoría de la gente del pueblo y que sigue vigente hasta nuestros días.

### Cronología de hechos relevantes
- 1551 Llegan los primeros españoles y fundan Santa María de la Asunción y de las Aguas Calientes.

- 1656 Cambian el nombre a Tequisquiapan.

- 1861 Por decreto se eleva a la categoría de villa.

- 1910 Se inaugura la Presa Centenario.

- 1920 El Gobernador Salvador Argáin declara a Tequisquiapan sede temporal de los poderes del Estado.

- 1939 Se crea en forma definitiva el municipio de Tequisquiapan.

## Geografía y Localización

### Ubicación y límites
Tequisquiapan se localiza hacia el sureste del estado. Limita con San Juan del Río al sur, con Pedro Escobedo y Colón al oeste, con Ezequiel Montes al norte y con el estado de Hidalgo al este. Se ubica a una altitud de 1,880 msnm y tiene una extensión territorial de 343.6 km². r..c
Aunque en la Ciudad de Tequisquiapan se encuentra erigido el monumento "Centro Geográfico" que indica ser el centro geográfico de México, en realidad tal punto se encuentra en algún lugar del desierto en Zacatecas.
Este monumento, construido Ex Profeso como indicador del Centro Geográfico de México, le fue conferido por decreto, en plena Revolución Mexicana, durante el mandato de don Venustiano Carranza.

### Clima
Su clima es templado con temperatura media anual de 17,4 °C. 
El clima de Tequisquiapan es templado, con dos épocas bien definidas  al año; las precipitaciones pluviales de junio a octubre y la temporada de secas de noviembre a mayo.
Los veranos en este lugar son en general cálidos , en los cuales se registran temperaturas máximas de 36,2 °C. 
El invierno se deja sentir en su mayor intensidad durante los meses de diciembre y enero, meses en los cuales se registran las temperaturas mínimas extremas de 1.8 °C.
El promedio de temperatura anual media es de 17,4 °C ., temperatura que  se registra en la mayor parte del año.
El número de días con  precipitaciones pluvial al año es de 78 con una precipitación promedio registrada de 588,5 °C mm. 

## Economía
El municipio de Tequisquipan alberga a la presa Centenario localizada al sur de la cabecera municipal. El río San Juan atraviesa gran parte de su territorio cuyas aguas se encuentran contaminadas por los desechos residuales de las industrias del vecino municipio de San Juan del Río y en menor cantidad por las descargas de aguas negras de las poblaciones aledañas al cauce del río.

### Agricultura
Los cultivos predominantes son maíz, frijol, sorgo, alfalfa, chile, tomate, jitomate, avena forrajera y uva.

### Ganadería
En Tequisquiapan se ubican afamadas ganaderías donde se cría el toro de lidia. Además, en 2002 había 14,755 bovinos, 11,184 porcinos y 3,691 ovinos.

### Industria
La industria manufacturera hace artesanías y muebles de pino y ratán. Existen maquiladoras textiles y hornos para la producción de tabique.

## Turismo

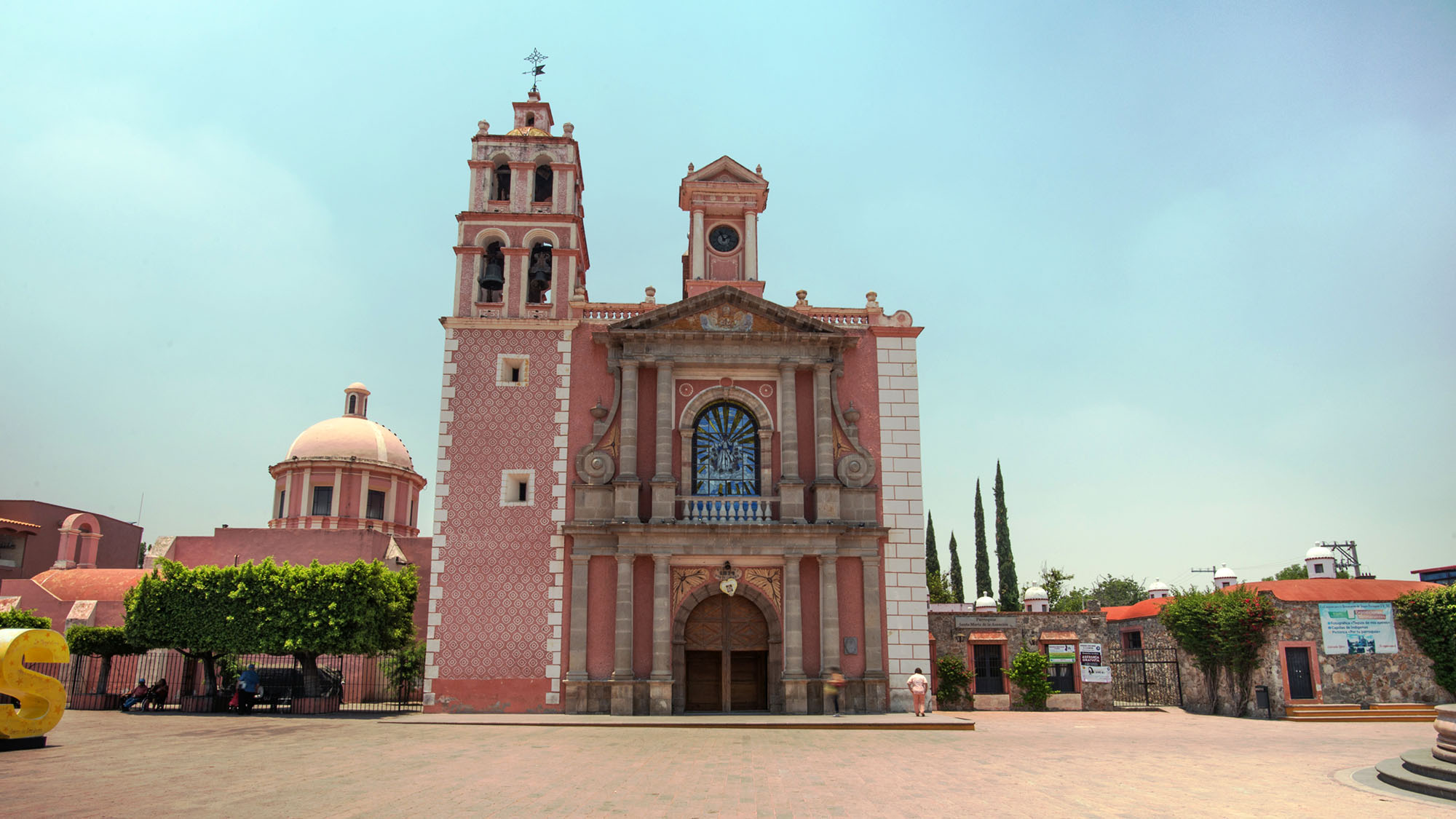
Parroquia Santa María de la Asunción

Tequisquiapan, uno de los seis Pueblos Mágicos queretanos, se caracteriza por su tranquilidad y su buen clima a lo largo del año. A sus alrededores se encuentran varios balnearios y aguas termales perfectos para refrescarse en vacaciones de verano o en una escapada de fin de semana. Las calles del pueblo son coloridas y en ellas se puede apreciar la vida cotidiana de provincia. Tequisquiapan es sede de la Feria del Queso y el Vino, tradicional festival en donde se exponen los mejores productos vinícolas y los más deliciosos quesos elaborados en tierras queretanas.
Tequisquiapan es  una excelente opción para conocer más acerca del mundo vinícola y probar los mejores productos de queserías y vinícolas queretanas. Recorrer el pueblo es una experiencia única pues además de admirar las calles y casas coloridas se puede caminar por las plazas y conocer la gastronomía y artesanías del lugar. A Tequis acuden muchos visitantes para dar paseos en globo, incluso muchas parejas se han comprometido durante los viajes en globo mientras admiran la belleza de nuestro estado.
Los platillos típicos de Tequisquiapan son la barbacoa de chivo, consomé, menudo y sangre guisada, mole, carnitas de cerdo, chicharrón, gorditas y tostadas de maíz quebrado, y las tradicionales tortillas de diferentes colores que nunca faltan en las celebraciones y fiestas. Los dulces típicos son las charamuscas, los dulces de leche y las pepitorias. El pulque, así como en otros municipios, es característico de Tequisquiapan así como los curados de tuna. 
- Parque La Pila. Un bello parque en donde se puede disfrutar de un paseo en familia. Anteriormente la pila que se encuentra en el parque servía para abastecer de agua a la Hacienda Grande.

- Parroquia Santa María de la Asunción. Está ubicada en la plaza Miguel Hidalgo en el Centro Histórico. Es una iglesia muy colorida y característica de este Pueblo Mágico. Su construcción concluyó en 1874, tiene una fachada neoclásica con columnas de cantera.

- Plaza Miguel Hidalgo. Es la plaza principal de Tequisquiapan y está rodeada por arcos de cantera en los que podrás encontrar restaurantes, cafés y tiendas de artesanías. Es el lugar ideal para disfrutar la tarde en familia.

- Centro Geográfico del País. Es un monumento que se colocó en 1916 pues, bajo el mandato de Venustiano Carranza, se declaró a Tequisquiapan como el centro geográfico del país. El dato no es verídico sin embargo, aún se puede visitar el monumento.

- Mercado Telesforo Trejo. Un espacio en donde los artesanos muestran sus productos y los ofrecen a los turistas. Las principales artesanías son las canastas, los sombreros y decoraciones y los materiales más empleados en la elaboración son vara y mimbre.

- Vieja Estación de Bernal. Ahora es un mirador en donde se puede contemplar la ciudad; ideal para contemplar el amanecer y el atardecer.. Aún se conserva una locomotora de principios del siglo XX.

- Museo México Me encanta . Un vistazo a la cotidianeidad mexicana a través de maquetas con personajes en miniatura. También se pueden adquirir artesanías y souvenirs del museo.

- Museo del Queso y el Vino. Ideal para quienes quieran conocer más sobre la cultura vinícola queretana disfrutando de un maridaje. Está ubicado detrás del templo de Santa María de la Asunción en el centro histórico.

- Minas de Ópalo. Recorridos a las minas en donde se extraen piedras semi preciosas para la elaboración artesanal de joyería. Conoce todo el proceso desde la obtención de la materia prima hasta la elaboración de las bellas artesanías que podrás comprar.

## Medios de comunicación
En Tequisquiapan se encuentran oficinas de correos, telégrafos controladas por el Gobierno Federal.
En telefonía fija se brinda el servicio por parte de las compañías como Telmex y Megafon (servicio de Megacable), adicionalmente compañías móviles como Telefónica Movistar, Telcel y AT&T ofrecen servicio de telefonía fija.
Están instaladas diversas radiodifusoras que transmiten en la Zona Metropolitana de Tequisquiapan,San Juan del Río y otras poblaciones cerca en frecuencia AM y FM como lo es la Estación K digital 102.7.
En Tequisquiapan se encuentran varios periódicos en circulación como son El sol de San Juan, Bitácora.
También cuenta con el medio de Comunicación iniciadores cómo la señal de TELE CENTRO fundado en el 2010 Cuya señal es transmitida en Youtube y sobre todo Facebook.

## Gobierno
El Honorable Ayuntamiento del Municipio está conformado por: 
1 Presidente Municipal
2 Síndicos Municipales
5 Regidores de mayoría relativa 
4 Regidores de representación proporcional 
Las elecciones son el primer domingo de julio cada 3 años. El 1° de octubre siguiente es la fecha de toma de posesión de los cargos de presidente municipal, síndicos y regidores.
El 1° de julio de 2012, se realizaron elecciones para renovar el ayuntamiento, resultó elegido presidente municipal el Lic. Luis Antonio Macías Trejo del PRI, al obtener el 15155 votos; seguido del candidato del PAN, Gustavo Pérez Rojano que obtuvo 5826; en tercer sitio el PVEM con 5093 sufragios; y el PRD con 2736 votos. EL PRI gana también las 8 regidurías de mayoría relativa. Los demás partidos obtuvieron regidores de representación proporcional: 2 para el PAN, 2 para el PVEM y 1 para el PRD.
El 1° de julio de 2018, se llevaron a cabo las elecciones para la renovación del H. Ayuntamiento resultando electo el Licenciado José Antonio Mejía Lira, como Presidente Municipal, contendiendo y, siendo el primer Candidato Independiente. Repitiendo su periodo presidencial desde el año 2021 hasta el 30 de septiembre de 2024.
El 1 de octubre de 2024, Héctor Magaña Rentería  toma protesta como presidente municipal de Tequisquiapan, por el partido Morena, finalizando su periodo hasta 2027. 
Diputados
Tequisquiapan se encuentra representado en el Congreso del Estado por los diputados del 11° Distrito y en el Congreso de la Unión por los diputados del 1.er Distrito Electoral Federal del Estado de Querétaro.